# Vedat Türkali
Vedat Türkali (pseudonyme d'Abdülkadir Pirhasan, né Abdülkadir Demirkan le 13 mai 1919 à Samsun, mort à 29 août 2016 à Yalova) est un auteur et scénariste turc. Il est à l'origine d'une quarantaine de scénarioé de films principalement sortis dans les années 1960 à 1970.

## Biographie
Vedat Türkali naît à le 13 mai 1919 à Samsun.
Il est diplômé de la faculté de littérature et de langue turque de l'université d'Istanbul en 1942 et se marie la même année,. Il enseigne au lycée militaire de Maltepe et au lycée militaire Kuleli, jusqu'en 1951 où il est arrêté, jugé et condamné à 9 ans de réclusion pour son adhésion au Parti communiste de Turquie (TKP). Sa femme est condamnée à la réclusion quelques mois plus tard.
Vedat Türkali est libéré sous conditions en 1958 et obtient un travail de correcteur à la rédaction du journal Cumhuriyet. Le titre, kémaliste et proche du pouvoir, est dirigé par Nadir Nadi Abalıoğlu ; les deux hommes finissent par se brouiller et Vedat Türkali quitte Cumhuriyet peu de temps plus tard. L'année suivante, il fonde les éditions Gar et rencontre Yılmaz Güney, avec le soutien de qui il écrit son premier scénario de film, Dolandırıcılar Şahi.
Il se fait connaître à partir du début des années 1960 quand il commence à réaliser des scénarios de film. Il prend le pseudonyme de Vedat Türkali à partir de cette période pour échapper à la censure, et utilise en tant qu'écrivain le pseudonyme de Hüsamettin Gönenli.
Âgé de 84 ans aux législatives de 2002, il est candidat de la liste du Parti démocratique du peuple (DEHAP) et participe activement à la campagne électorale de ce parti.
Il est le grand-père de l'actrice Zeynep Cassalini.

## Récompenses et distinctions
- 1965 : Orange d'or du meilleur scénariste pour le film Karanlılkta Uyananlar[2] ;
- 1974 : premier prix du concours des éditions Milliyet Yayınları[2] ;
- 2016 : prix d'honneur de littérature de la mouette blanche du festival de littérature de Sarıyer[2].